# Звіробій (роман)
«Звіробій, або Перша стежка війни» (англ. The Deerslayer; or, The First War-Path) — перший із романів про Шкіряну Панчоху американського письменника Джеймса Фенімора Купера. Розповідає про юнацькі роки славнозвісного розвідника й мисливця Натаніеля Бампо та його друга, мудрого й відважного індіанця Чингачгука. Автор зображує сповнене небезпеки життя перших колоністів, опір, який чинили індіанські племена англійським та французьким поневолювачам.

## Сюжет
1741-42 рік. Випадково зустрівшись, дві зовсім різних людини, Гаррі Марч (на прізвисько — Непосида) і юний мисливець Натаніель Бампо на прізвисько Звіробій, направляються до озера під назвою Мерехтливе дзеркало. Звіробій повинен допомогти своєму другу могиканину Чингачгуку вирвати з рук гуронів його кохану Уа-та-Уа, а Гаррі безуспішно домагається серця красуні Джудіт Гаттер, яка живе на озері разом із сестрою Гетті і літнім татом Томасом.
У ходу сутичок з племенем гуронів Звіробій отримує нове прізвисько Соколине око, Чингачгук звільняє Уа-та-Уа, Гетті Гаттер помирає від пострілу, із Томаса Гаттера заживо знімають скальп, а загін гуронів практично повністю знищений.

## Головні герої
- Звіробій (Натаніель Бампо)[3] — молодий мисливець, що вперше вступив на стежку війни. За неабияку майстерність у стрільбі дістав від свого ворога (гурона) прізвисько Соколине Око. У «Звіробої» Натаніель разом із своїм другом Чнигачгуком та Гаррі Непосидою допомагає сім'ї Томаса Гаттера вижити під час нападу на них гуронів.
- Чингачгук (Великий Змій) — молодий вождь зникаючого племені могікан. Головною його метою у романі є визволення з полону ворожого племені свою кохану Уа-та-Уа. З розвитком подій разом із другом стає на захист Т. Гаттера та його дочок.
- Гаррі Марч — мисливець, за свою вдачу отримав прізвисько Непосида. Разом зі Звіробоєм приходить на Мерехтливе Свічадо з метою погостювати у Гаттера. Закоханий у його старшу дочку, Джудіт.
- Томас Гаттер (Плавучий Том, Хохуля) — колонізатор, що оселився на ще не освоєній території разом із сім'єю. В подіях роману беруть участь старша дочка Джудіт і молодша — Гетті. Також згадується про їх матір.
- Джудіт Гаттер — одна із доньок Плавучого Тома, надзвичайно вродлива та легковажна, але разом з тим смілива та цілеспрямована дівчина. За свою вдачу та надзвичайну красу серед індіанців, більш відома як Дика Троянда.
- Гетті Гаттер — молодша дочка Т. Гаттера. Простодушна, наївна й довірлива, тому гарнізонні офіцери прозвали її «компас на нас». Через слабоумство користувалася шаною серед червоношкірих, оскільки вони вважали зло радше оселиться у здорову людину, аніж у того, кого обділили розумом.
- Уа-та-Уа (Тихше, о тихше) — індіанка, закохана у Чингачгука, який намагається визволити її з полону, представниця роду делаварів.

## Українські переклади
- Купер Д.-Ф. Зьвіробийник / Джон Фенїмор Купер; Із скороченого німецького видання Павла Моріца[4] переклав Онуфрій Пашук. – Львів: Накладом укр.-руської Видавн. Спілки. Друк. Наук. Т-ва ім. Шевченка. Під зарядом К. Беднарського, 1905. – 283 с. – (Літературно-наукова Біблїотека / Відп. за ред. В. Гнатюк; Ч[исло] 94/96).
- Купер, Фенімор. Звіробій. Роман. Пер. [з рос.[?]  О[лекса]. Байкар. – [Харків]: Пролетарій, [1928]. – 275/6 с.
- Купер, Фенімор. Звіробій. [Для серед. шкільного віку]. З англ. переклав Л. Солонько (розд. I – XXIV), О. Терех (розд. XXV – XXXII). Іл.: Б. Брок / Фенімор Купер. – К. : «Веселка», 1968. – 739 c. з іл. – («У світі пригод».)
- Купер Дж. Ф. Звіробій / Пер. з англ. Володимир Верховень. – Х.: КСД, 2018. – 240 с. – (Бібліотека пригод.)

## Екранізації
За романом було здійснено близько 10 екранізацій..
| Рік  | Країни                | Назва українською      | Оригінальна назва                | Режисери                    |
| ---- | --------------------- | ---------------------- | -------------------------------- | --------------------------- |
| 1911 | США                   | Звіробій               | The Deerslayer                   |                             |
| 1913 | США                   | Звіробій               | The Deerslayer                   |                             |
| 1920 | Веймарська республіка | Шкіряна Панчоха        | Lederstrumpf                     | Артур Веллін                |
| 1924 | США                   | Шкіряна Панчоха        | Leatherstocking                  | Джордж Б. Сейтц             |
| 1943 | США                   | Звіробій               | The Deerslayer                   | Лью Ландерс                 |
| 1957 | США                   | Звіробій               | The Deerslayer                   | Курт Найманн                |
| 1967 | НДР                   | Чінгачгук-Великий змій | Chingachgook, die große Schlange | Ріхард Грошопп              |
| 1969 | ФРН                   | Звіробій               | Der Wildtöter                    | Жан Древіль, П'єр Гаспар-Юі |
| 1990 | СРСР                  | Звіробій               | Зверобой                         | Андрій Ростоцький           |